# Носач авиона Љаонинг
Љаонинг (кин: 中国人民解放军海军辽宁舰) је први носач авиона у саставу морнарице Народне Републике Кине. 
Брод је поринут у класи Адмирала Кузњецова, својевремено Рига за морнарицу Совјетског Савеза 4. децембра 1988, а касније преименована у Вариаг 1990. Труп брода је 1998. године купила Народна Република Кина и довучен је у бродоградилиште Далијан у североисточној Кини. Након што је комплетно обновљен и тестиран на мору, брод је ушао у састав морнарице НР Кине 25. септембра 2012.